# Кралин, Михаил Михайлович
Михаил Михайлович Кралин (9 апреля 1948, село Винницы, Винницкий сельсовет, Лодейнопольский район, Ленинградской области, СССР — 16 мая 2019, село Винницы, Винницкое сельское поселение, Подпорожский район, Ленинградская область, Российская Федерация) — поэт, ахматовед, литературовед, филолог, исследователь поэзии «Серебряного века», один из первых российских ахматоведов, мемуарист; редактор и составитель первого масштабного издания стихов Анны Ахматовой; один из создателей музея Анны Ахматовой в Фонтанном доме.

## Биография
Родился в селе Винницы в семье выходцев из крестьянской среды. Отец — Михаил Арсеньевич Кралин — потомок крестьян Тверской губернии, мать — Вера Михайловна (в девичестве Суханова), работала учителем начальных классов. Отец избрал военную карьеру, служил в органах госбезопасности и дослужился до полковника КГБ. На некоторое время он был командирован в Австрию, куда отправился вместе с супругой. В отсутствие родителей Миша воспитывался бабушкой — Анастасией Михайловной Сухановой. Она глубоко повлияла на мировосприятие внука. Её муж — Михаил Михайлович Суханов — работал начальником лесоучастка, подвергся репрессиям и умер в лагере. По делам службы семья часто переезжала и Миша Кралин сменил шесть школ. В 1966 году он заканчивает Исакогорскую железнодорожную школу под Архангельском.
В 12 лет начинает сочинять стихи и вести дневники. Лидия Чуковская вспоминает в своих «Записках об Анне Ахматовой», что весной 1964 г. Анна Андреевна получает два письма от 15-летнего школьника из Лодейного поля — Миши Кралина. Первое письмо он направляет Корнею Чуковскому, с просьбой показать его Ахматовой. После прочтения второго послания от Миши, Анна Андреевна говорит Л. К. Чуковской:

Вот что значит великая страна. После такого гноя, крови, смрада, мрака приходят такие мальчики… От них всё скрыли, а они всё нашли… И откуда приходят? Из Лодейного Поля!..
— Чуковская, 1997, с. 189—190.
Вслед за Ахматовой Л. К. Чуковская называет Мишу «мальчиком из Лодейного поля» и в комментариях к «Запискам» приводит краткое сообщение о его жизненном пути: от школьных писем поэтессе до научных статей конца 1980-х годов. Позднее, после публикации книги «Записки об Анне Ахматовой», друзья учёного и старшие коллеги по литературному цеху стали называть его «мальчик из Лодейного поля».
В 1966 году Михаил Кралин поступает в Ленинградский государственный университет на Русское отделение филологического факультета. В годы студенчества он посещает «Блоковский семинар» проф. Д. Е. Максимова. Его дипломная работа посвящена стихам любимого поэта: «Эволюция образа лирической героини в лирике А. А. Ахматовой». В 1971 г. в студенческом сборнике появляется первая научная публикация: «Анна Ахматова и Иннокентий Анненский». В этом же году Кралин (совместно с Л. А. Мандрыкиной) публикует подборку стихов Ахматовой в журнале «Простор».
В 1978 году М. Кралин пишет лирическую повесть «Любовь со второго взгляда», основанную на дневниковых записях 1968—1971 годов. Он обращается к студенческим временам, когда он — молодой филолог — полностью погружается в ахматовские исследования и изучает литературный мир Серебряного века. Повесть «Любовь со второго взгляда» была опубликована отдельным одноимённым изданием в 2011 г. и дополнена подборкой стихотворений учёного и его «Воспоминаниями филолога-семидесятника» с кратким предисловием соученика по Филологическому факультету ЛГУ М.И. Веллера.
В 1971 году Кралин заканчивает ЛГУ и распределяется на работу директором восьмилетней школы в село Ошевенск Каргопольского района Архангельской области. Природа Русского Севера производит глубокое впечатление на молодого учёного. Свои переживания, отраженные в стихах, Кралин публикует в цикле «Зимняя заря» (опубликованы в 1985 г.). В журнале «Север» в 1978 г. осуществляется и первая публикация стихов Кралина «Свет разума», однако с цензурными искажениями.
В 1976 году Михаил Кралин получает место редактора в Ленинградском отделении издательства «Детская литература». Совместно с Л. А. Мандрыкиной публикует статью «Анна Ахматова и дети» в издании «О литературе для детей» (Л., 1979 г., № 23). При Доме детской книги, совместно с писателем Н. А. Внуковым, Кралин ведёт ЛИТО «Дружба». В этот период он занимается также творчеством А. В. Вампилова, публикует статьи о театре и кино в газетах «Ленинградская правда» и «Смена».
В 1982 году Кралин поступил в аспирантуру Научно-исследовательского отдела при Ленинградском гос. институте театра, музыки и кинематографии (так тогда назывался намеренно подчинённый ЛГИТМиКу, гонимый властями, знаменитый «Зубовский институт» — сегодня это Российский институт истории искусств). В 1984—1987 годы Кралин работает редактором в «Лениздате».
С 1985 года Кралин член Санкт-Петербургского союза журналистов. Его публицистика печатается в газете «Советская Россия» (статья «Покайтесь перед Матреной» и др.). С 2003 года член Союза писателей России.

## Борьба за возвращение памяти и наследия Анны Ахматовой
В 1980 г. Кралин получает приглашение от Бежецкого райкома партии — стать школьным учителем литературы в селе Градницы. Школа располагалась в деревянном доме, принадлежавшем ранее семье Гумилёвых. До 1935 г. этот дом находился в деревне Слепнёво — бывшей усадьбе Гумилёвых, но был разобран и перевезён в Градницы, чтобы послужить новым зданием сельской школы. С 1911 по 1917 гг. Анна Ахматова каждое лето жила в этом доме в Слепнёво, где написала около шестидесяти стихотворений. Кралин задаётся целью создать в здании градницкой школы музей Ахматовой. Местные власти поначалу поддерживают необычную инициативу, но вскоре поступает донос в Калининский обком КПСС: «…Кралин создаёт в Градницах антисоветский музей Ахматовой и Гумилёва». Партийные власти поспешно отказываются от проекта музея, однако молодой исследователь продолжает бороться за восстановление ахматовской памяти. В 1982 г. Кралин организует и проводит в Градницах почти нелегальные «Ахматовские чтения», которые закладывают основу будущего музея «Дом поэтов», открытого в 1989 г.
Михаил Кралин встречает дружескую поддержку многих деятелей культуры, среди которых — Ф. Г. Раневская, Е. А. Евтушенко, З. Б. Томашевская и др. Он принимает участие в создании документального фильма «Возвращение Ахматовой» (реж. Л. Е. Шахт, С. В. Балакирев, 1989 г.). Л. Н. Гумилёв, присутствовавший на премьере фильма в Доме кино, отметил: «Это лучший фильм о моей маме».
Михаил Кралин — автор более чем тридцати ахматоведческих работ — не боялся в своих исследованиях затрагивать ранее табуированные темы. Среди них выделяется публикация, посвященная травле Ахматовой, начатой властями в 1920-е гг. Статья «Анна Ахматова и „деятели 14 августа“», напечатанная в 1986 году в журнале «Ленинградская панорама», вызвала полярные отклики коллег. Так, А. А. Крестинский назвал публикацию «поступком непорядочным», а литературный критик и архивист С. С. Куняев — «одной из лучших, если не лучшей статьёй о поэте за два последних десятилетия».
Многие годы Кралин занимается сохранением и распространение наследия Ахматовой среди советских читателей. В газете «Ленинградская правда», журналах «Знамя», «Литературная Грузия» и «Огонёк» Михаил Кралин впервые в СССР публикует многие стихотворения поэта. В 1989 г. в журнале «Искусство Ленинграда» он помещает реконструкцию незаконченной трагедии Ахматовой «Пролог, или Сон во сне», с предисловием «Попутчица поэмы».
В 1990 году в издательстве «Правда» Кралин подготавливает двухтомник сочинений Ахматовой (вступительная статья. Н. Н. Скатова), куда вошли стихи, извлеченные из её записных книжек и из частных собраний, а также тексты, освобожденные от цензурных правок. Он включает в это собрание и цикл «Слава миру» (1950 г.), что вызвало возражения ряда исследователей (Р. Д. Тименчик, В. Я. Виленкин, А. Г. Найман). Вышедший тиражом 1 700 000 экземпляров двухтомник впервые открыл широкому читателю подлинную Ахматову (переизд. М., «Цитадель», 1996; 1999 гг.).
В 1988 г. Михаил Кралин — научный сотрудник Литературно-мемориального музея Ф. М. Достоевского. За два года он подготавливает научную и материальную базу для создания музея Ахматовой в Фонтанном Доме, который открывается в 1989 году как филиал музея Ф. М. Достоевского. По оценкам сотрудников музея Ахматовой, приведённым в кратком некрологе о Кралине, он «составил наиболее полное на то время комментированное двухтомное собрание сочинений Анны Ахматовой».

## Анна Ахматова и Артур Лурье
В 1978 году Кралин начинает работать над историей отношений Анны Ахматовой и композитора Артура Лурье (1892—1966 гг.). Роман «Артур и Анна», основанный на эпистолярных источниках, имеет подзаголовок «Роман без героя, но всё-таки о любви». Попытки публикации его в журналах «Литературная Грузия» и «Новый мир» (1984 г.) успехом не увенчались. А публикацию в журнале «Русская литература» в 1989 году остановил отрицательный отзыв Л. Н. Гумилёва, оскорблённого использованными в романе интимными подробностями, по его мнению, недостоверными. Роман «Артур и Анна» удаётся опубликовать в 1990 году на средства участников литературного объединения «Олимп», действовавшего при Лесотехнической академии, которое в этот период ведёт Кралин. Второе исправленное и дополненное издание романа публикуется в томском издательстве «Водолей» в 2000 году. Отзывы литературных критиков на роман были негативными и отличались, по мнению писателя А. В. Дмитриева, «как правило, необоснованными придирками». Высоко оценили роман друзья Ахматовой — поэт С. И. Липкин и поэтесса и мемуаристка И. М. Наппельбаум (отзыв не опубликован), а также музыковед И. В. Нестьев.

## Николай Недоброво и Анна Ахматова

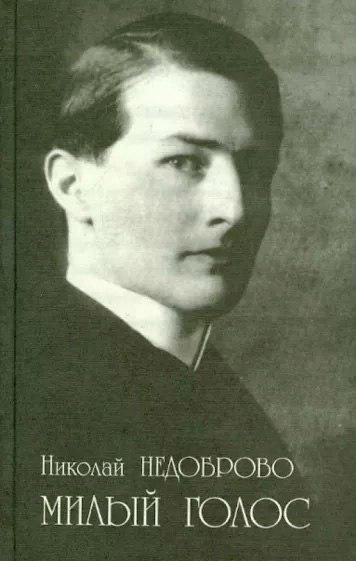

Отдельная «глава» научно-просветительской деятельности Михаила Кралина — изучение и возвращение наследия поэта и критика Николая Владимировича Недоброво (1892—1919 годы), который оказал большое влияние на молодую Ахматову. Поэтесса высоко ценила Недоброво, назвав его статью «Анна Ахматова», лучшей публикацией о своём творчестве, предсказавшей её поэтическое будущее. В 1979 году Кралин помещает свою первую работу о Н. В. Недоброво «Сонет „незабвенного друга“» в газете «Ленинградский рабочий» (30 июня, № 26). В 1988 г. в журнале «Нева» публикует статью «Победившее смерть слово», посвященную знакомству поэтов. В 2001 году в томском издательстве «Володей» Кралин издаёт первый в России однотомник Н. В. Недоброво «Милый голос», включающий десятки стихотворений, ценные биографические и литературоведческие сведения о забытом поэте. Как отмечает А. В. Дмитриев, издание встречает пристрастную критику со стороны коллег по цеху (Е. И. Орловой и Н. А. Богомолова).

## Сборник «Победившее смерть слово»
Своеобразным итогом ахматоведческих и историко-литературных исследований М. Кралина стал опубликованный издательством «Водолей» в 2000 году сборник статей и воспоминаний учёного, озаглавленный «Победившее смерть слово». В книгу вошли статьи об Ахматовой, И. Ф. Анненском, Н. В. Недоброво и воспоминания о современниках Анны Андреевны — А. А. Тарковском, Л. Н. Гумилёве, Л. К. Чуковской, О. Н. Гильдебрандт-Арбениной, П. М. Наппельбаум. В рецензии на сборник израильский литературовед Р. Д. Тименчик замечает: «в книге рассеяно много ценных сообщений и верных наблюдений, правдоподобных догадок и точных формулировок. И всё это покрыто необязательной специей любительской лирики». Фактически за оставшееся двадцатилетие жизни Кралину не удаётся переиздать сборник и напечатать его продолжение.

## Поэзия
В возрасте 12 лет Миша Кралин получает в подарок от учительницы литературы сборник стихотворений Анны Ахматовой. Книга настолько поразила и вдохновила мальчика, что он начинает сочинять собственные стихи. Вскоре это становится важнейшим смыслом его жизни: до последних дней Кралин пишет стихи. Первые его стихотворения были опубликованы во втор. пол. 1970-х годов в журнале «Север». В 1980-е годы он публикуется в сборниках «Васильевский остров» и «Невские просторы», в журнале «Литературная Грузия», в альманахе «Поэзия» (1988 г. № 51). Известность получает его «Ахматовский цикл», особенно стихотворение, начинающееся строфой:
Чем оплачена возможность

Нашей призрачной свободы?

Кровью, ужасом, доносом,

Разлученьями на годы"
(1986 г.; опубликовано в 1990 г.)
Кралин много обращается к гражданской лирике: и в советское время, и в последние годы жизни. По его же признанию, важным программным стихотворением этой страницы его творчества является: «Есть в судьбе недобитых церквей…» (1982 г.).
При жизни Михаил Кралин опубликовал лишь три поэтических сборника: «Возраст нежности» (СПб., 1993 г.), «Дурная компания» и «В ожидании Кларенса» (оба: СПб., 1997 г.), где особенно выделяется сильная любовная лирика. В критике отмечалась «книжность» его стихов, однако утверждалось, что Кралин «поэт со своим сложившимся уже голосом, обладающий единым <…> мелодическим строем» (Л. Васильева).

## Работа над сборниками отечественных поэтов, очерками и мемуарами
Кралин составил и опубликовал ряд важных литературно-художественных сборников: «Моя революция» (1987 г.), «Гранитный город» (1988 г., переиздан в 1989 г.), «Об Анне Ахматовой» (1990 г.), «Там шепчутся белые ночи мои…» (1991 г.), «Поэзия Серебряного века» (1996 г.). Кралин публикует в периодике произведения М. А. Кузмина, В. И. Нарбута и других поэтов, составляет и комментирует литературно-мемуарный сборник художника К.А. Коровина, составляет примечания и глоссарий к оформленному братьями Трауготами изданию поэмы Н.С. Гумилёва «Капитаны».
А. В. Дмитриев отмечает, что Кралин «как мастер мемуарного жанра снискал известность» очерками о Л. К. Чуковской, А. А. Тарковском, Л. Н. Гумилёве, О. Н. Гильдебрандт-Арбениной, И. М. Наппельбаум, Е. К. Лившиц, Н. А. Ольшевской, В. Е. Ардове, В. Л. Андрееве, печатавшимися в журналах «Звезда» и «Наш современник».
Очерк Кралина об Ахматовой «А я говорю, вероятно, за многих…» (Новый журнал. 2006 г. Кн. 244) представляет собой фрагмент из не вышедшей полностью книги «Реквием и эхо» (1991 г.). Остается неизданной и итоговая книга «Все мое об Анне Ахматовой» (2008 г.). Он также автор пьесы «„Кто чего боится…“ (Одна ночь в Фонтанном Доме)» (2003 г.), посвященной судьбоносным встречам Ахматовой и сэра Исайи Берлина.

## В постсоветской России
Крушение Советского Союза Кралин поначалу принимает с воодушевлением: возможность свободно публиковать сотни ранее запрещенных произведений, возвращать имена уничтоженных тоталитаризмом писателей и художников — наполняют его надеждами на тектонические изменения в России. Однако скоро приходит горькое разочарование: страна и народ, как кажется Кралину, отворачиваются от собственной великой литературы, а тяжелое финансовое положение не позволяет учёному публиковать ни знаменитых авторов, ни собственные тексты, а людям — их приобретать. Кралин разрывает связи с либеральным кругом и начинает публиковаться в прессе противоположного лагеря.
После 1992 года и разрыва с «либеральной» прессой, Кралин публикуется в основном в журнале «Наш современник». Одна из лучших статей здесь — эссе «„Двух голосов перекличка“ (Анна Ахматова и Иван Бунин)». Здесь же он печатает патриотический цикл «Когда эпоха обесславлена» (1992 г., № 10), публикуется в киевском журнале «Ренессанс» и др.

## Последние годы
На протяжении 30 лет Кралин в разных городах — Москве, Петербурге, Новосибирске, Баку, Киеве, Одессе, Харькове, Риге и других — читал лекции и проводил поэтические вечера, посвященные поэзии Серебряного века. С 2001 года вёл ЛИТО «Архетип» при библиотеке им. В. Г. Белинского в Петербурге, а в последние годы проводил большую просветительскую работу в Интернете, создавая и модерируя разные поэтические сообщества, публикую там свои литературоведческие статьи, делился мыслями с читателями. В работе с компьютером ему помогал близкий друг — Кларенс, ставший наследником ученого после его ухода.
Михаил Кралин умер 16 мая 2019 года в селе Винницы после тяжелой и продолжительной болезни, в своём доме, который иронично называл «родовой усадьбой». Через три года, 6 июня 2022 года, при до конца невыясненных обстоятельствах, ушел из жизни наследник Кралина — Кларенс. Архив ахматоведа и поэта оказывается под угрозой исчезновения. Однако, благодаря инициативе семьи петербургских меценатов Татьяны и Александра Г., большую часть архива удалось выкупить и сохранить для дальнейших исследований.
В последние годы Кралин избрал роль независимого исследователя и не участвовал в публичной литературной жизни. В 2012 году он выбыл из Союза журналистов. Сегодня память о Михаиле Кралине поддерживают его ученики и друзья, поклонники его стихов и читатели нескольких книг, которые ему удалось издать при жизни. Его биография публикуется в электронной энциклопедии «Литераторы Санкт-Петербурга. XX век». Глубокий опыт мемуарного исследования отдельных страниц судьбы Кралина представлен публикацией «Империя Сальери» петербургской писательницы Елены Суланги (Е. С. Дилакторской), благодаря организаторским усилиям которой на кладбище в Винницах установлен памятник поэту. Память о нём помогают сохранять И. Н. Заборская и И. Люсина, пожертвовавшие средства на памятник и издание новой книги стихов, под редакцией Е. Суланги. Судьба Михаила Михайловича Кралина — петербургского поэта, ахматоведа, ученого и мемуариста — во многом не изучена и неизвестна широкой читающей публике, а его просветительский вклад в развитие отечественного литературоведения и ахматоведения по-прежнему остаётся в тени.